# Súper especial
Super Especial es una compilación de la banda mexicana La Gusana Ciega, lanzada al mercado en noviembre de 2005.
Tras haber permanecido separados tres años, el grupo decidió regresar a los escenarios en marzo de 2005. Poco tiempo después lanzan esta compilación que incluye algunos éxitos de la banda, así como lados-b y versiones en vivo. El material incluye también un DVD con la discografía completa de la banda, así como vídeos nunca antes vistos, grabaciones en vivo con audio de 5.1 canales y una galería fotográfica.

## Lista de canciones
1. Venus en la arena (En vivo) - 4:30
2. Grosella - 3:26
3. Naranjada - 3:31
4. Demolition derby - 3:29
5. Ella entró corriendo - 4:04
6. Gorila - 4:08
7. ¿Es mejor esperar? - 5:33
8. Tornasol - 3:41
9. Vanidad V - 3:11
10. No me tientes - 3:43

- Datos: Q5857689